# Nemezja
Nemezja – imię żeńskie pochodzenia greckiego, żeński odpowiednik imion: Nemezjusz i Nemezy. Wywodzi się od słowa némesis, oznaczającego „przydzielenie tego, co się komu należy”, które stało się w mitologii nazwą uosobienia sprawiedliwości (Nemezis). Patronką tego imienia jest bł. Nemezja Valle.
Nemezja imieniny obchodzi 18 grudnia.